# 陞額祿
陞額祿（？年—？年）,荊州駐防滿洲正藍旗人，同治十二年年癸酉科繙譯舉人，光緒九年（1883年）癸未科繙譯進士。曾任吏部主事。